# کن‌فم
کن فِم (به آلمانی: KenFM)، یک پایگاه خبری تحلیلی آلمانی است.

## تأسیس
این سایت در سال ۲۰۱۱ توسط کن جبسن تأسیس شد. تولیدات این سایت به صورت رایگان در دسترس همگان است.
تاکنون افرادی از قبیل برند اربل مصاحبه‌هایی با این وبگاه داشته‌اند.
در این وبگاه در صفحه اصلی اظهار می‌کند: دموکراسی در بسیاری از مناطق در معرض خطر است یا از بین رفته‌است.